# Zoantamina
La zoantamina forma parte de una familia de alcaloides marinos, siendo la primera estructura identificada en 1984 de esta clase de metabolitos secundarios. Su esqueleto químico está formado por ciclos fusionados y tiene un anillo de azepano. Esta particular familia de alcaloides no aromáticos ha sido clasificada estructuralmente en dos grupos según la presencia de un metilo en el C-19 (Tipo I) o su ausencia (Tipo II), también llamadas norzoantaminas. Debido a la complejidad estructural de estos productos naturales, la primera síntesis total de norzoantamina se informó en 2004.
| Zoantamina     | Zoantamina   |
| -------------- | ------------ |
| Datos Químicos |              |
| Fórmula        | C30H41NO5    |
| Masa molecular | 495,66 g/mol |

## Historia
En 1984, Faulkner y sus colaboradores aislaron e identificaron la zoantamina de una colonia no identificada de Zoanthus, dicha colonia fue recolectada en la costa de Visakhapatnam localizada en la India. Y al mismo tiempo identificaron la zoantenamida. Cinco años después, el mismo grupo de autores aisló e identificó dos derivados de la zoantamina, la 22-epi-desoxizoantenamina y la 28-desoxizoantenamina . Este esqueleto de alcaloide se determinó mediante estudios de difracción de rayos X de monocristales. Después de esta primera descripción, varios estudios sobre la diversidad química de especies del género Zoanthus han llevado al descubrimiento de otros alcaloides de tipo zoantamina, como norzoantamina, oxizoantamina, norzoantamina, ciclozoantamina, epinorzoantamina, zoantamina, zoaramina, kuroshines, epioxizoantamina, zoantenol. , zoantaminas hidroxiladas y zoantaminas halogenadas. 

## Biosíntesis
Una propuesta desarrollada en 1997 sugirió un origen triterpénico para este tipo de alcaloide debido a los 30 átomos de carbono que contiene. Sin embargo, no hay muchos detalles sobre una propuesta de biosíntesis. En 2006, otro estudio propuso un hipotético precursor de policétidos, junto con un mecanismo que puede dar origen a la zoantamina.
El mecanismo propuesto implica la conversión de policétido (1) en zoantamina, comenzando con tautomerización, electrociclación y una reacción de Diels-Alder para formar el intermedio 2. La tautomerización y activación del grupo carbonilo en 2 produce 3, que luego sufre ataque. Tipo alcohol 6-exo y protonación para formar el intermedio 4. La formación del ion oxocarbenio con la pérdida de agua da 5, que sufre un posterior ataque de amina y transferencia de protones para dar el intermedio 6. La liberación de agua genera el ion iminio 7, y luego el ataque del ácido carboxílico y la posterior desprotonación proporcionan zoantamina.
Sin embargo, la gran dificultad para establecer un mecanismo de biosíntesis es el papel de las algas dinoflageladas simbióticas que se encuentran comúnmente en los zoántidos. Algas del género Symbiodinium se han aislado de Zoanthus y dichas cepas simbióticas son difíciles de cultivar axénicamente.

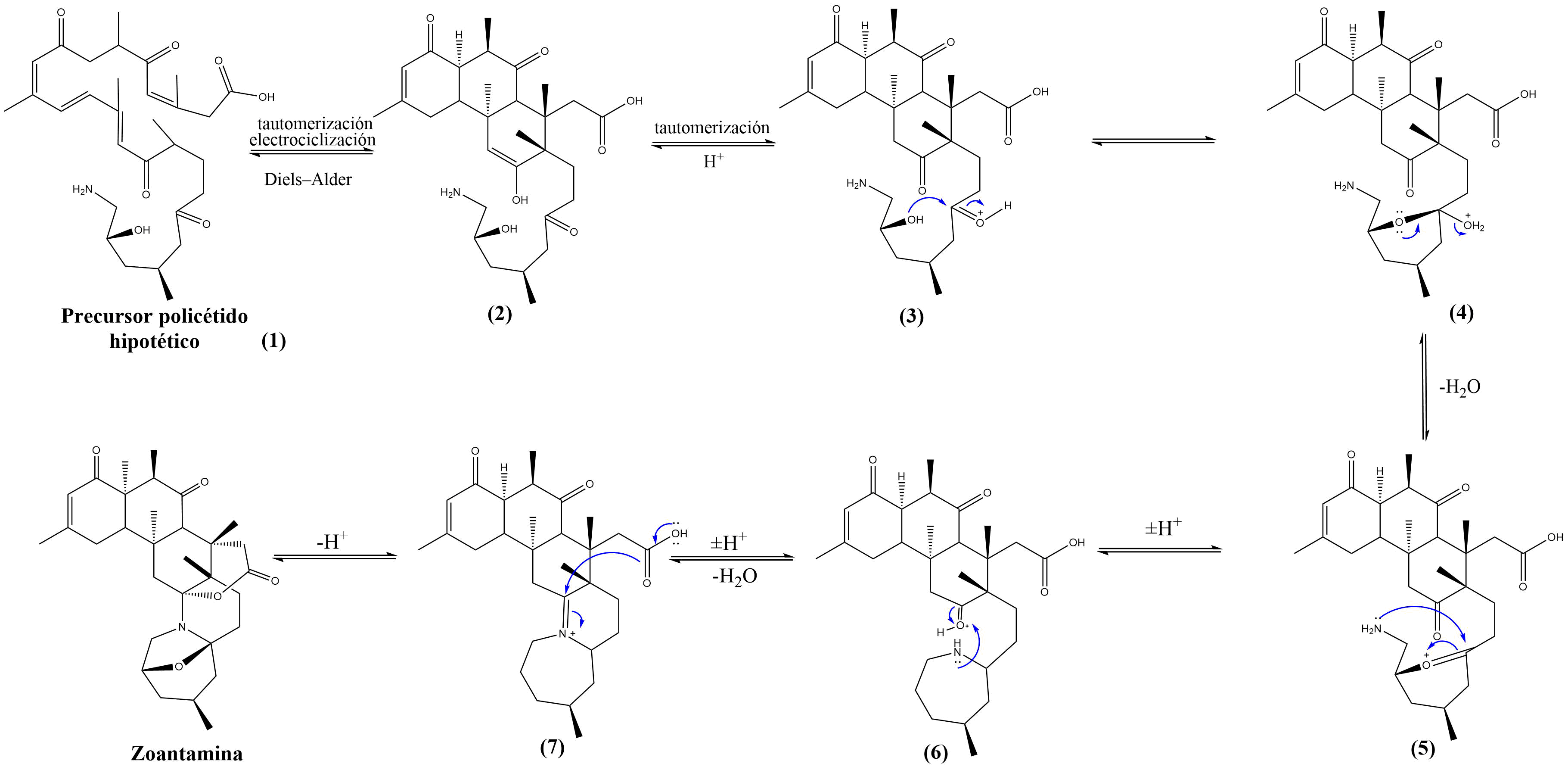
Mecanismo de ciclización del policétido hipotético para formar zoantamina.

## Actividades biológicas
Entre las actividades biológicas de la zoantamina se encuentra la actividad antiosteoporótica y antibacteriana, aunque actualmente no existe un número significativo de estudios en relación con las actividades biológicas de este tipo de metabolito secundario, se han mencionado algunos reportes de derivados de los alcaloides de la zoantamina. Como antiinflamatorios y antineuroinflamatorios. Sin embargo, los estudios centrados en sus actividades con interés farmacológico siguen siendo inconsistentes.
| Actividad biológica    | Alcaloide zoantamina                              | Referencia |
| ---------------------- | ------------------------------------------------- | ---------- |
| Antibacterial          | Zoantamina                                        | [ 9 ]      |
| Antiosteoporótico      | Norzoantamina, clorhidrato de norzoantamina       | [ 7 ]      |
| Antitrombótico         | 11β-hidroxizoantamina                             | [ 10 ]     |
| Anti-inflammatorio     | Zoantamina, zoantenamina, zoantenamida            | [ 1 ]      |
| Antineuroinflammatorio | Zoantamina, norzoantamina, 3-hydroxinorzoantamina | [ 11 ]     |

## Síntesis de Zoantaminas

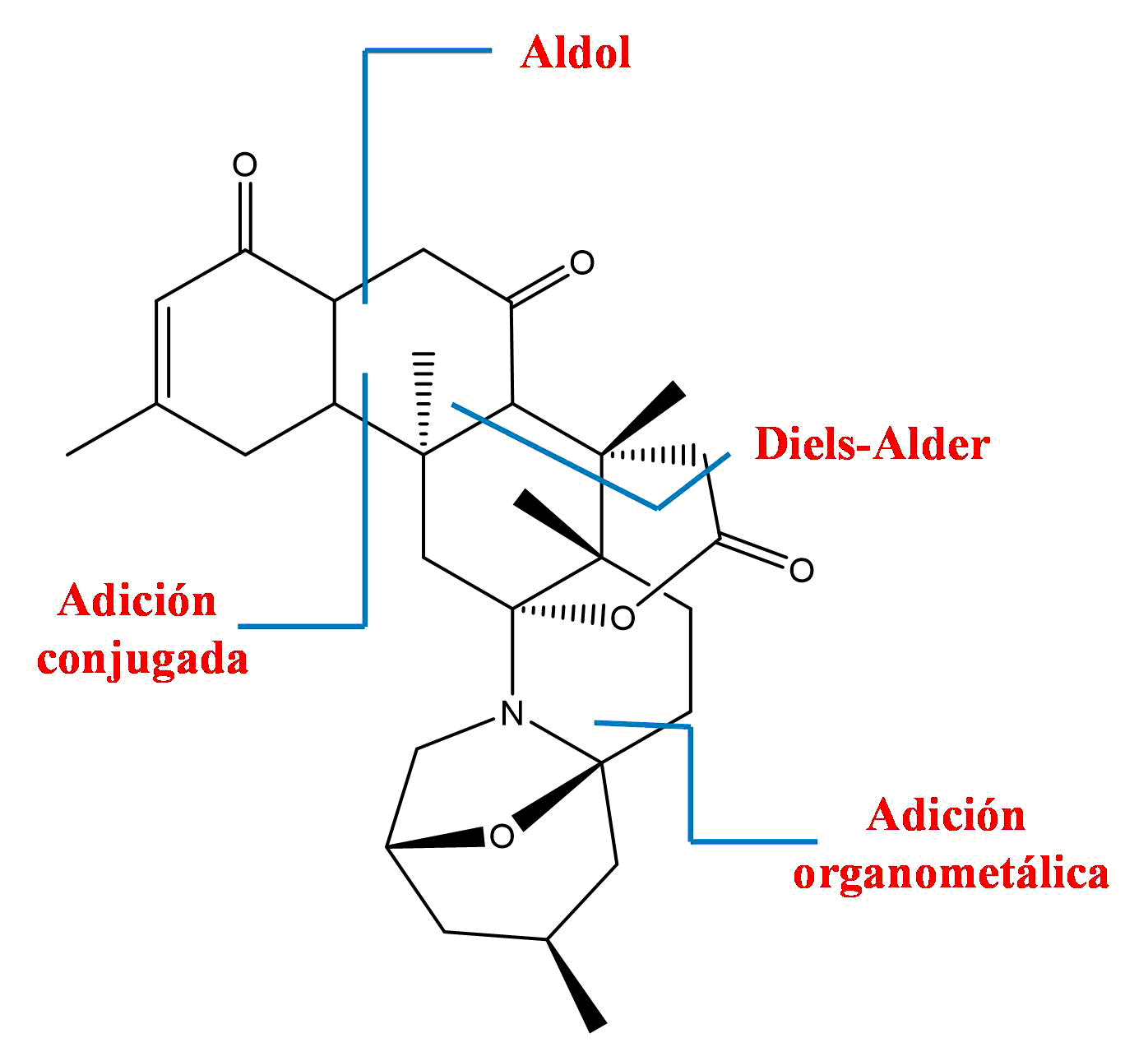
Análisis retrosintético de norzoantamina según Miyashita y colaboradores (2004).

La primera síntesis total de un alcaloide de zoantamina fue reportada en 2004 por Miyashita y colaboradores, se llevó a cabo para el alcaloide norzoantamina en 41 pasos, entre las estrategias utilizadas en la planificación de la síntesis estuvo la construcción del sistema de anillos ABC de norzoantamina a través de Diels. -Aliso. Se han publicado otras propuestas, donde el precursor clave es la construcción del anillo ABC mediante la reacción intramolecular de Diels-Alder.